# Сосновицы (Лихославльский район)
Сосновицы (карел. Sosnovičča) — деревня в Лихославльском районе Тверской области, административный центр Сосновицкого сельского поселения.

## География
Расположена в 12 км на север от районного центра Лихославля.

## История
В конце XIX — начале XX века деревня входила в состав Кузовинской волости Новоторжского уезда Тверской губернии.  
С 1929 года деревня являлась центром Сосновицкого сельсовета Лихославльского района Тверского округа Московской области, с 1935 года — в составе Калининской области, с 1994 года — центр Сосновицкого сельского округа, с 2005 года — центр Сосновицкого сельского поселения. 

## Население
| 1859 | 1884 | 2002 | 2010 |
| ---- | ---- | ---- | ---- |
| 258  | ↗261 | ↗285 | ↘247 |

## Инфраструктура
В деревне находятся Сосновицкая основная общеобразовательная школа, детский сад, фельдшерско-акушерский пункт, отделение почтовой связи.